# Meeden

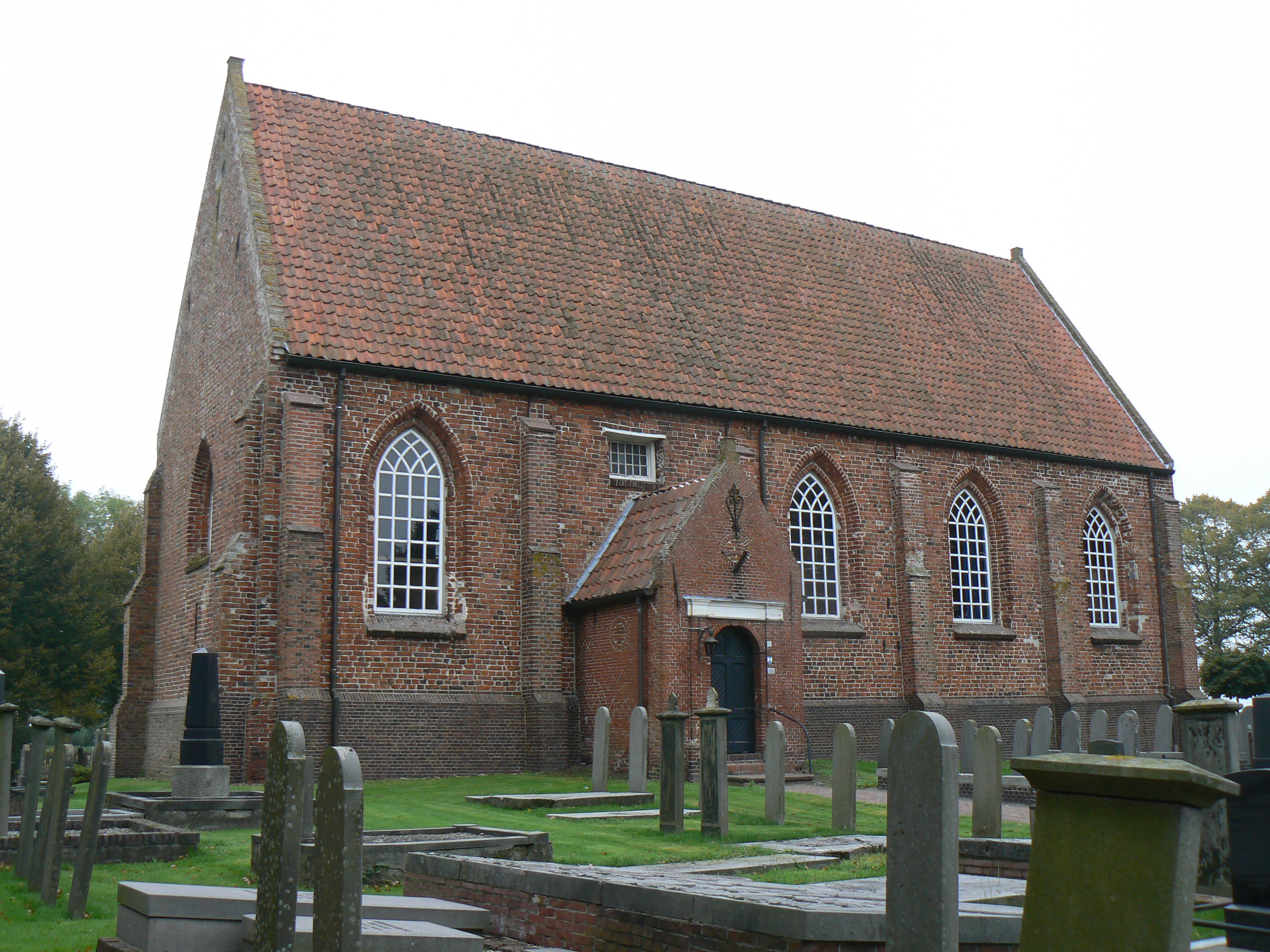
De kerk van Meeden

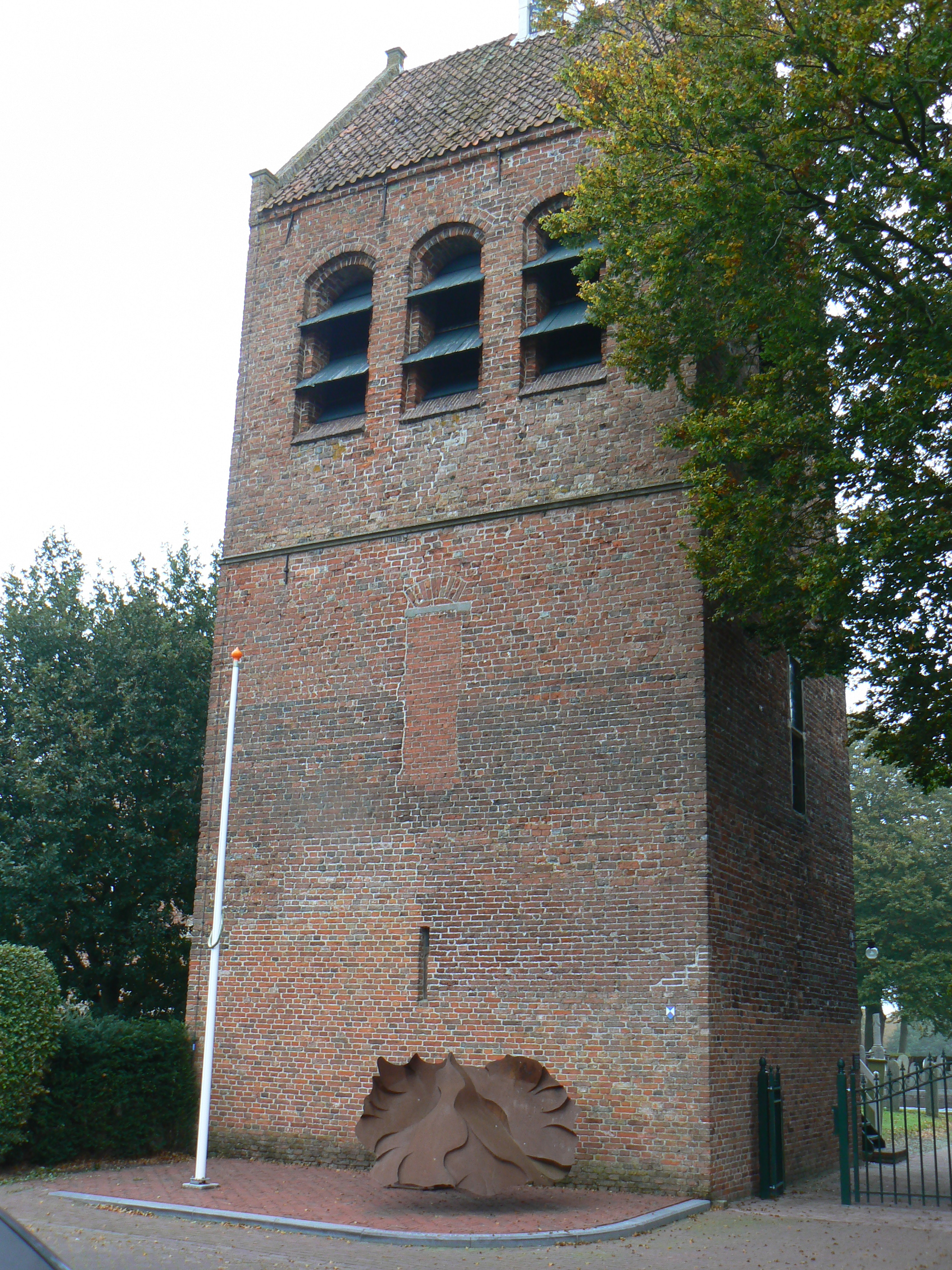
De losstaande klokkentoren

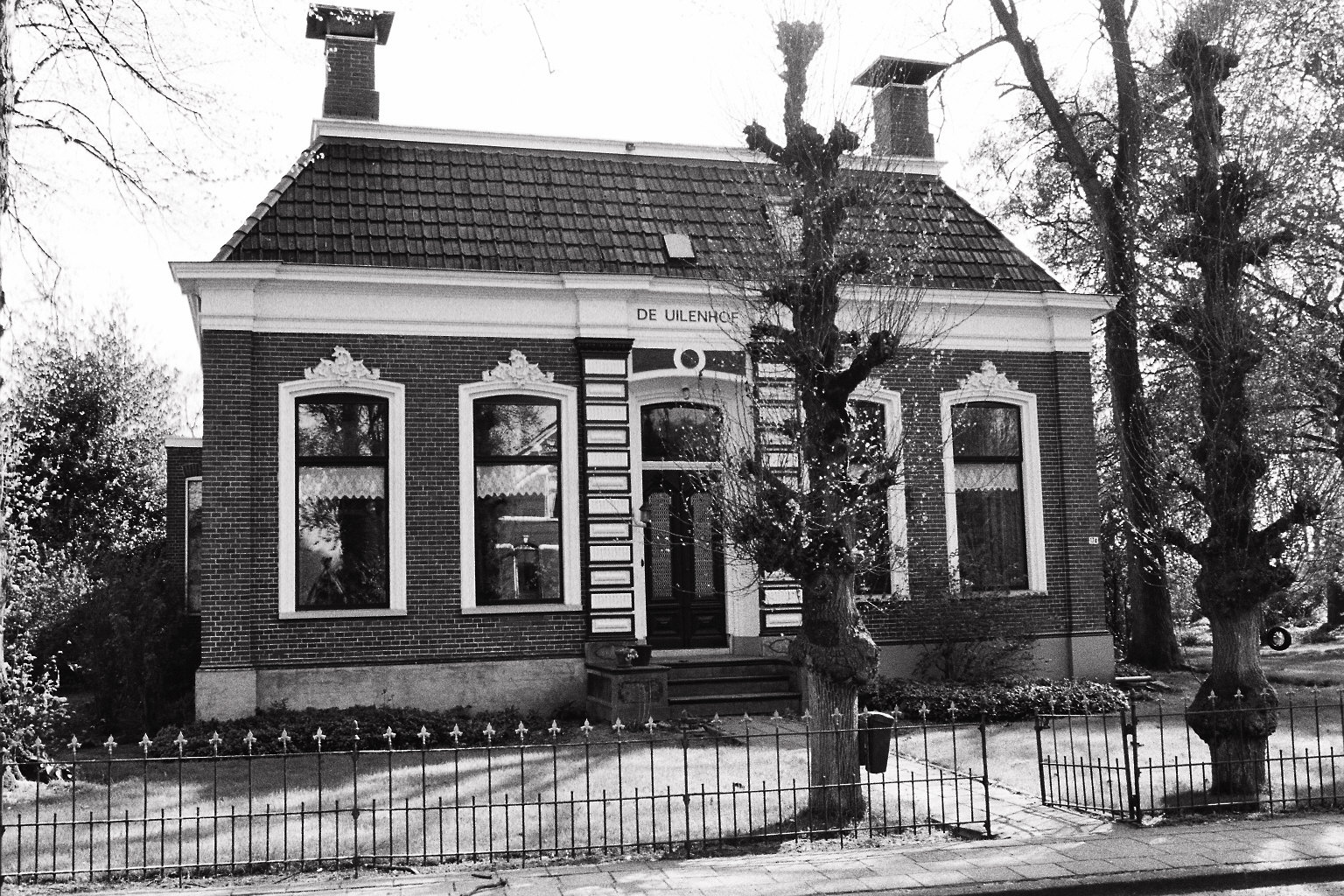
Landhuis in Meeden

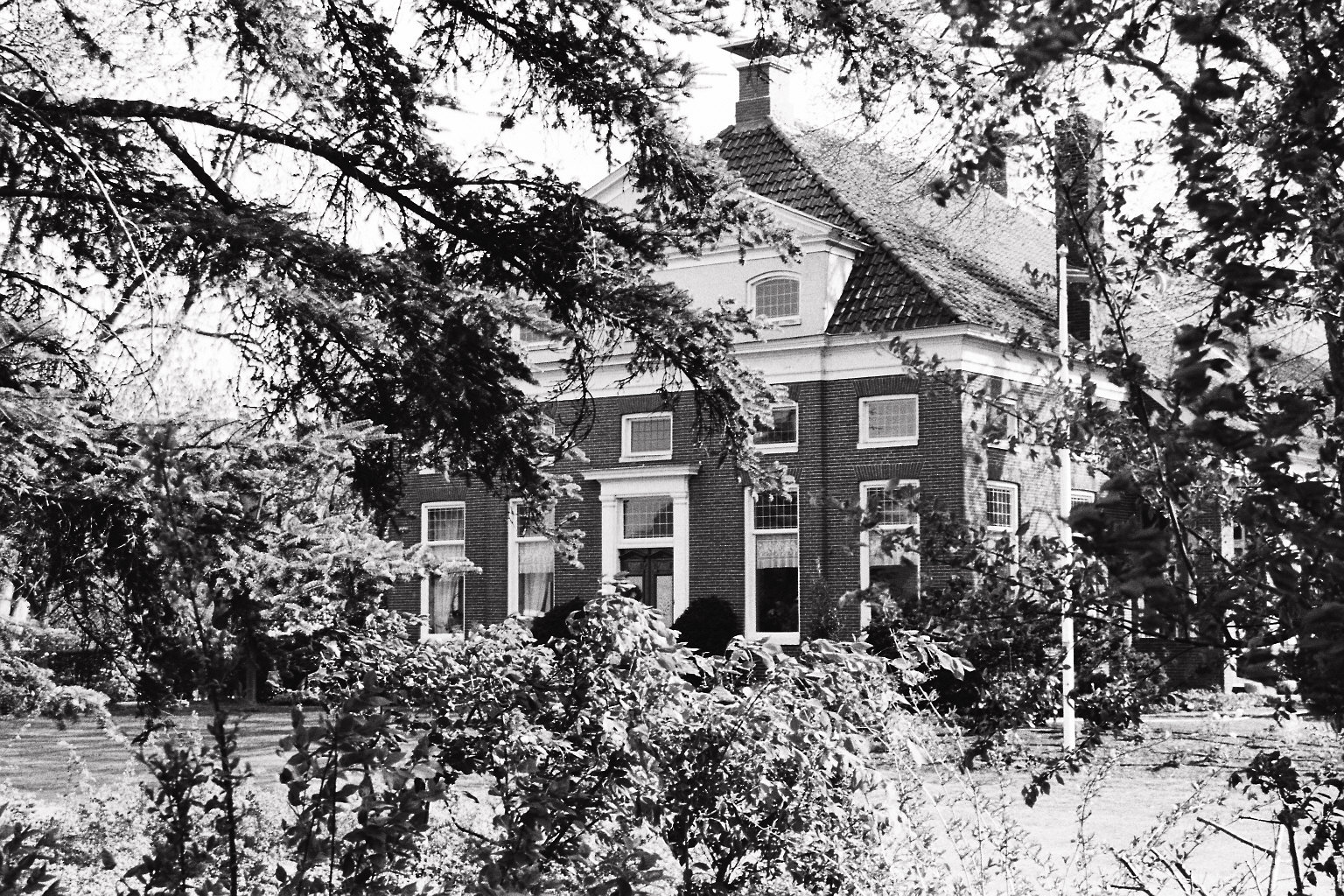
Boerderij

Meeden (Gronings: de Maiden) is een dorp in de gemeente Midden-Groningen en voormalige gemeente in de provincie Groningen in Nederland.

## Voormalige gemeente
Naast Meeden bestond de voormalige gemeente uit de dorpen, gehuchten en buurtschappen: Beneden Veensloot, Boven Veensloot, Bovenstreek, Duurkenakker (gedeeltelijk) en Kibbelgaarn (gedeeltelijk).

## Dorp
Meeden ligt in het Oldambt, op de grens met de Veenkoloniën. De Hereweg (de hoofdweg) ligt op een zandrug, ten noorden daarvan zijn de kleigronden te vinden en ten zuiden van deze weg de dalgronden (afgegraven veen).
Het aangezicht van het dorp wordt voornamelijk bepaald door de Hereweg waar de Oldambtster boerderijen en renteniershuizen worden afgewisseld met landarbeidershuizen en burgerwoningen. In min of meer het midden van het dorp is een nieuwbouwwijk te vinden. In de veengedeelten staan vooral landarbeidershuizen en kleine boerderijen. Het uitzicht noordwaarts (het kleigedeelte) is open.
Meeden was een zelfstandige gemeente tot de gemeentelijke herindeling van 1990, die geleid heeft tot de gemeente Menterwolde, samen met Muntendam (gemeente Muntendam), Noordbroek en Zuidbroek (gemeente Oosterbroek).
Het huidige dorp had op 1 januari 2023 1.710 inwoners.

## Geschiedenis

### Middeleeuwen
Meeden is ontstaan als een veenontginningsdorp in een gebied dat vanaf de tiende of elfde eeuw voor de landbouw geschikt is gemaakt. Het behoorde tot het Wold-Oldambt. De naam wordt voor het eerst vermeld in 1391 en 1420 als Meden of Medum. Er is dan ook sprake van het (oude) kerkhof van Meeden (Meermanne kerckhove). De naam is afgeleid van 'laaggelegen hooi- of graslanden', wat valt te vergelijken met het Engelse woord meadow of het Nederlandse made. Twee parochieregisters van omstreeks 1475 en 1501 spreken over Extengamedum en Extangamedum, wat in het verleden tot de nodige speculatie heeft geleid of het dorp mogelijk een dochternederzetting van Eexta was. Tegenwoordig gaat men er echter van uit dat Meeden aanvankelijk samen met Noord- en Zuidbroek deel heeft uitgemaakt van een moederparochie Broke met een kerkgebouw in Noord- of Zuidbroek.
De ontginning vond plaats vanuit enkele zijstroompjes van de rivier Munte of Munter Ae, die achter Muntendam in het hoogveen ontsprong. Het buurdorp Westerlee, dat tot het Reiderland behoorde, werd daarentegen ontgonnen vanuit een zijstroom van de Pekel A. Het oudste kerkgebouw van Meeden lag ruim een kilometer ten noorden van het huidige dorp aan de voormalige Oude Weg. Deze weg, die met een brug over de Ae werd geleid, maakte deel uit de handelsroute van Groningen naar het Duitse achterland. De resten van het kerkgebouw zijn nog in de bodem aanwezig.
Door inklinking en erosie van het veen nam de wateroverlast in het dorp echter toe. Een deel van bewoners verhuisde landinwaarts naar tevoorschijn komende dekzandruggen en nog onontgonnen veenbanken. Ook de kerk van Meeden is verplaatst. Het huidige gebouw en de klokkentoren liggen op een verhoogd kerkhof; beide worden op de vijftiende eeuw gedateerd. Een document uit 1435 onderscheidt het oude en het nieuwe dorp als Mieden en Avermieden. De naam Extengamedem moet dan ook gelezen worden als *Uiter-Meeden, hetgeen met Over-Meeden contrasteert. De verplaatsing van het dorp moet al voor 1391 hebben plaats gehad, daar de bovengenoemde documenten uitsluitend het Meermanne kerckhove of Meden kerchhave vermelden. Ze noemen de kerk niet, wat ze bij andere dorpen wel doen. De korenmolen werd eveneens bij het nieuwe dorp gebouwd, maar wel aan de weg naar het oude dorp. Mogelijk stonden nog in de zestiende eeuw een paar huizen in het veld, want nog in 1573 vestigde zich iemand uit Exstermede in Emden. Het Aardrijkskundig Woordenboek meldt nog in 1846 dat "voor zeer weinige jaren’ in de pastorielanden de grondslagen van een aldaar gestaan hebbend kerkje of kapel waren uitgegraven en er ook nog een zogenaamd ‘oud kerkhof’ bestaat".
Tegen het einde van de middeleeuwen werd het oude dorp overspoeld door inbraken van de Dollard. Die inbraken zorgden ervoor dat op het veen een laag zware Dollardklei kwam te liggen. Het kleigebied van Meeden bestaat uit de oudste Dollardinpolderingen die voor het dorp aan het einde van de zestiende eeuw al waren afgerond. In het veengedeelte werd een veendijk aangelegd.
De klei en veengedeelten werden vooral door eigenerfde boeren (dat wil zeggen bezitters van eigen grond) in cultuur gebracht. Daarbij gold het recht van opstrek. Dit betekent dat nieuw ontgonnen of ingepolderde gronden toekomt aan wiens erf de gronden grenzen. In het geval van Meeden betekent dit dat de gronden bij de boerderijen op de zandrug aan de hoofdweg diep zowel de klei- als de veengronden in gaan en dus een zeer langgestrekt geheel vormen. Aanvankelijk was het zelfs zo dat in de veengedeelten geen grenzen golden. De Meedener boeren kwamen dan ook in conflict met de veenontginners van het nabuurdorp en veenkolonie Oude Pekela. In de naam van het gehucht Kibbelgaarn, op de grens van Meeden en Oude Pekela, is dit nog steeds terug te vinden.

### 'Ryke huislieden'
De ligging van Meeden aan de ‘oude Heerweg’ van Groningen naar Munster en met de kanalen van de Veenkoloniën in de onmiddellijke nabijheid was zeer gunstig. De gevarieerde grond was geschikt voor combinaties van akkerbouw en veeteelt en turfwinning. Dit alles stond garant voor een opvallende welvaart. Al in 1562 had Meeden een schuttersgilde. In 1570 raakte dorpspastoor Johan van Steenwijck in opspraak omdat hij enkele dorpsgenoten ten onrechte voor 'koedieven' uitmaakte.
In de achttiende eeuw stond Meeden bekend als een dorp ‘met zeer veel ryke huislieden (= boeren)’. Die rijkdom werd echter niet opzichtig getoond. Meeden stond in die tijd onder invloed van het strenge en zware piëtistische geloof. In deze periode hielpen veel boeren de landarbeiders met het opzetten van kleine keuterijen in de veengedeelten van Meeden. Een voorbeeld is Tonkensoord, op de grens met Westerlee, vernoemd naar een van de rijkste boerengeslachten. Vanuit hun eigen bedoeninkje namen de landarbeiders van heinde en verre werk aan en waren via verbouwing op eigen grond en bezit van wat vee redelijk zelfvoorzienend.

### Verlicht en liberaal
In de negentiende eeuw veranderde het geestelijk klimaat in Meeden. Dominee Johannes Mensinga, dominee te Meeden van 1754 tot 1799, zorgde voor een (ver)lichter geloofsklimaat. De rijkere boeren streefden naar een groter politiek en maatschappelijk aanzien. De meest prominente onder hen was Ayolt Menses Tonkes (1780-1848). Diens grootvader Tonko Ayolts (1695-1766) ging, met een geschat vermogen van 400.000 gulden (in huidige waarde rond de € 3,5 miljoen), al door voor de rijkste boer van het Oldambt. Ayolt Tonkes trad voor het eerst voor het voetlicht in een petitie aan koning Willem I om, na de Franse overheersing het Oldambt niet meer onder het beheer van de Stad Groningen te brengen. Die actie was succesvol. In 1835 liet hij opnieuw van zich spreken bij acties tegen de invoering van een nieuw kadaster en bijbehorende grondbelasting. Ayolt Tonkes was de leider van een groep liberaal gezinde, vooral Oldambtster boeren, die in een koffiehuis aan de oostkant van de Grote Markt in Groningen bijeenkwam. Uit die kringen werd in 1848 (het sterfjaar van Tonkes) bij de liberale omwenteling van Thorbecke, Jan Freeks Zijlker uit Nieuw Beerta als Tweede Kamerlid naar voren geschoven. Ayolt Tonkes boerderij uit 1820 en later ook zijn rentenierswoning golden in die tijd als ware bezienswaardigheden. Samen met zijn vrouw is Ayolt Tonkes afgebeeld in voor toen eigentijdse "stadse" mode op een schilderij dat in het bezit is van het Groninger Museum.
Ayolt Tonkes was wellicht een uitzondering, maar hij bepaalde wel de trend onder de wat grotere boeren in Meeden. De jaren 1848-1878 golden als jaren van voorspoed en vooruitgang: de ‘champagnejaren’. De Meedener boeren richten een nutsdepartement, een sociëteit en een afdeling van de Groninger Maatschappij van Landbouw op. In 1878 en daarna kelderde de graanprijs, de landbouw kwam in een crisis terecht. In die periode had Derk Roelof Mansholt (1842-1921) het stokje van Ayolt Tonkes overgenomen. Derk Mansholt, de grootvader van EU-commissaris Sicco Mansholt, dweepte met Karl Marx, Domela Nieuwenhuis en Multatuli (die ook in zijn boerderij heeft gelogeerd). Het socialisme van Derk Mansholt werd de meeste boeren al gauw te gortig, temeer omdat het leidde tot een opstandige geest onder de landarbeiders.

### Kloof en reactie
Gedurende de negentiende eeuw was er in bepaalde opzichten een kloof ontstaan tussen de leef- en denkwereld van de boeren en van de landarbeiders. Zeker in tijden van economische crisis konden de landarbeiders het op hun eigen bedoeninkjes niet of nauwelijks bolwerken. De armoede kwam vervolgens hard aan. In 1892 kwam het tot oproeren. De reactie op deze ontwikkelingen kreeg vervolgens grofweg een uitweg langs twee wegen.

### Afscheiding
De vroegste reactie kwam in de vorm van een hernieuwde nadruk op een zwaardere vorm van geloof. Dit geloof functioneerde eveneens als bindmiddel tussen boeren en landarbeiders; ze vormden samen een geloofsgemeenschap.
In Meeden vervulde de boer Meerten Sijpkens (1784-1851) hier een centrale rol in. Sijpkens was ouderling van de Hervormde kerk, maar het lichte moderne geloof dat in de negentiende eeuw in de kerk in Meeden overheerste beviel hem niet. Op zijn boerderij werden huisbijeenkomsten georganiseerd, waarin een strenger geloof werd gepredikt. In 1836 richtte Meerten Sijpkens met elf anderen de ‘Afgescheiden gemeente’ op. Bij de oprichting was Hendrik de Cock aanwezig. Hij was predikant te Ulrum en grondlegger van de gereformeerde kerk. Een behoorlijk deel van de inwoners van Meeden behoort nog steeds tot de gereformeerde gezindte.

### Sociaal-anarchisme
Anderen kwamen niet meer in de kerk en raakten, mede door toedoen van iemand als Derk Mansholt, onder de invloed van het socialisme. Vooral het anarchisme was onder landarbeiders populair omdat het individualisme overeenkwam met de mentaliteit van de bezitters van een keuterij.
Het was Willem Luttje (1865-1939), in het bezit van een keuterboerderij, die in Meeden in 1901 de landarbeiders en kleine boeren wist te verenigen in de Meedener Coöperatieve Werklieden Vereniging. Dit was op sociaal-anarchistische of coöperatieve basis. Naast een vakbond was het namelijk ook een inkoopvereniging en ziekenfonds. Ze beschikte over een eigen verenigingslokaal. Luttje wist in 1901 door zowel overleg maar ook door een staking de boeren tot een verhoging van het loon te dwingen. Zijn organisatie breidde zich uit naar menig ander dorp in het Oldambt. In 1907 zorgde een grote staking in het gehele Oldambt voor nieuw succes. Mede vanwege de onwil om stakingskassen aan te leggen kwam het sociaal-anarchisme echter niet tot een bestendige organisatie.

### Sociaaldemocratisch bolwerk
In de jaren twintig en dertig maakt het anarchisme plaats voor voornamelijk de sociaaldemocratie en op bescheidener schaal de christelijk-sociale arbeidersbeweging. De Sociaal Democratische Arbeiderspartij (SDAP) kon vanaf de invoering van het algemeen kiesrecht (1917) rekenen op een derde van de stemmen. In augustus 1929 werd de aan de SDAP gelieerde afdeling van de Nederlandse Landarbeidersbond (NLB) opgericht. Dit gebeurde tijdens de grote landarbeidersstaking in het Oldambt. Deze staking, de langste ooit in Nederland, draaide uit op een machtsconflict tussen de NLB en de boerenorganisaties. De NLB moest uiteindelijk het onderspit delven. Dit zette kwaad bloed onder veel landarbeiders. Voortaan werd de voorkeur gegeven aan overleg boven confrontatie. Een uitvloeisel daarvan was eveneens dat in 1931 een afdeling van de Nederlandse Christelijke Landarbeidersbond (NCLB) tot stand kwam. In Meeden kon een linkse afsplitsing van de Anti-Revolutionaire Partij (ARP) namelijk de Christen Democratische Unie (CDU) rekenen op een behoorlijke aanhang.
Na de Tweede Wereldoorlog werd de Partij van de Arbeid (PvdA) opgericht. Deze partij poogde niet alleen een zekere brug te slaan tussen boeren en arbeiders, maar ook tussen christelijke en niet-christelijke kiezers. Aanvankelijk gebeurde dat met weinig succes. De PvdA kwam met 35% nauwelijks uit boven de vooroorlogse aanhang van de SDAP, terwijl naast de SDAP ook de CDU en de links-liberalen in de PvdA waren opgegaan. De Communistische Partij Nederland (CPN) ging er met de winst vandoor en behaalde 16% van de stemmen.
In de jaren 1950 en 1960 veranderde dat. De PvdA klom naar om en nabij de 50% van de stemmen. Meeden werd een PvdA-bolwerk. De PvdA kwam onder lijsttrekkerschap van Helenus Boer (1908-1981) te staan. Helenus Boer was een landarbeider die mede aan de basis had gestaan van de oprichting van de NLB en de PvdA. Hij was lid van een ‘plaatselijke commissie’ een overlegorgaan tussen arbeiders en boeren die plaatselijke arbeidszaken regelde. Dit heeft, ten opzichte van menig ander dorp in het Oldambt, vermilderend op de sociale verhoudingen gewerkt.

### Forenzendorp
Na 1960 veranderde Meeden drastisch. Door de mechanisatie verdween het beroep van landarbeider in een rap tempo. De boerderijen werden familiebedrijven. De schaalvergroting zette zich voort. In 1970 werd door de ruilverkaveling het deels nog middeleeuwse verkavelingspatroon van het landschap uitgewist en maakte plaats voor rationele verkaveling. Meeden kreeg een nieuwbouwwijk en tal van nieuwe voorzieningen als sportvelden, een dorpshuis en een verwarmd zwembad. In Meeden is in een forenzendorp veranderd; er wordt gewoond, maar nauwelijks meer gewerkt.

## Historisch inwonertal
| jaar (per 1 januari) | inwonertal |
| -------------------- | ---------- |
| 1930                 | 1690       |
| 1990                 | 1774       |
| 2000                 | 1860       |
| 2008                 | 1825       |
| 2016                 | 1695       |
| 2018                 | 1685       |
| 2019                 | 1680       |
| 2021                 | 1705       |

## Geboren in Meeden
- Marten Eppens (1746-1824), predikant, publicist en theoloog
- Theda Mansholt (1879-1956), pedagoge, wordt beschouwd als de grondlegster van het Nederlandse landbouwhuishoudonderwijs
- Pieter Beishuizen (1930-2016), politicus